# Berit Wiacker
Berit Wiacker (ur. 15 czerwca 1982 w Duisburgu) – niemiecka bobsleistka, trzykrotna medalistka mistrzostw świata.

## Kariera
Pierwszy sukces w karierze osiągnęła w 2007 roku, kiedy wspólnie z kolegami i koleżankami z reprezentacji zdobyła złoty medal w rywalizacji mieszanej podczas mistrzostw świata w Sankt Moritz. Wynik ten powtórzyła na rozgrywanych rok później mistrzostwach świata w Altenbergu, a podczas mistrzostw świata w Lake Placid w 2012 roku w tej samej konkurencji była druga. Wspólnie z Sandrą Kiriasis zajęła też czwarte miejsce w dwójkach na mistrzostwach świata w Königssee w 2011 roku. Niemki przegrały tam walkę o podium z reprezentacją Kanady w składzie Kaillie Humphries i Heather Moyse o 0,07 sekundy. W zawodach Pucharu Świata zadebiutowała 30 listopada 2007 roku w Calgary, zajmując trzecie miejsce w dwójkach. W kolejnych startach wielokrotnie stawała na podium, odnosząc łącznie jedenaście zwycięstw. Nigdy nie wystąpiła na igrzyskach olimpijskich.